# Pero Antić
Pour les articles homonymes, voir Antić.
Pero Antić (en macédonien : Перо Антиќ), né le 29 août 1982 à Skopje, est un joueur macédonien de basket-ball. Il évolue aux postes d'ailier fort et de pivot.

## Biographie

### Carrière européenne
Antic a joué avec les clubs du KK Rabotnički Skopje, de l'AEK Athènes, de l'Étoile rouge de Belgrade, de l'Academic Sofia, du Lokomotiv Rostov, du Lokomotiv Kouban, du Spartak Saint-Pétersbourg et de l'Olympiakos.
En 2006, il gagne la coupe de Serbie et du Monténégro avec l'Étoile rouge de Belgrade. Il est nommé MVP de la saison 2007-2008 du championnat bulgare, une saison où il termine avec des moyennes de 23,3 points et 9,3 rebonds par match.
Durant l'EuroChallenge 2010-2011, il aide le Spartak Saint-Pétersbourg à accéder au Final Four de l'EuroChallenge avec des moyennes de 9,6 points et 6,1 rebonds par match.
Après une très bonne performance à l'EuroBasket 2011, il signe un contrat de deux ans, le 26 septembre, avec Olympiakós. Avec le club grec, il gagne l'Euroligue deux années consécutives, en 2012 et 2013. Avec cette équipe, il remporte également le championnat grec en 2011-2012.

### Carrière en NBA
Le 25 juillet 2013, il signe un contrat de deux ans chez les Hawks d'Atlanta.
Durant son premier match de présaison contre le Heat de Miami, il joue 16 minutes et termine avec trois points et quatre rebonds en réussissant 1 tir sur 8 et 1 sur 6 à trois points.
Le 1er novembre, il marque ses premiers points dans un match NBA officiel dans la victoire des siens 102 à 95, à domicile contre les Raptors de Toronto.
Le 28 décembre, dans la réception des Bobcats de Charlotte, il égalise en marquant un panier à trois points alors qu'il reste trois secondes à jouer dans le match et permet à son équipe d'aller en prolongation. Atlanta gagne ce match 118 à 116.
Le 3 janvier contre les Warriors de Golden State, il est titularisé pour la première fois de sa carrière NBA à cause de la blessure du pivot Al Horford. Il en profite pour réaliser son record en carrière avec 16 points et 7 rebonds en réussissant 6 tirs sur 9 dont 4 sur 6 sont à trois points. Cependant, les Hawks subissent une défaite crève-cœur à cause d'Andre Iguodala qui marque un buzzer beater à trois points pour donner la victoire aux siens 101 à 100 contre les Hawks.
Après une série de solides performances en tant que titulaire des Hawks, Antić est invité à participer au Rising Stars Challenge game pour le NBA All-Star 2014 à La Nouvelle-Orléans. Cependant, en raison d'une blessure à la cheville droite, Antić est contraint de manquer le All-Star week-end. Il est remplacé par le pivot des Suns de Phoenix Miles Plumlee.
Le 6 avril 2014, il bat son record de points en carrière avec 18 unités dans la victoire des siens 107 à 88 contre les Pacers d'Indiana.
Les Hawks finissent la saison régulière, huitième de la conférence Est, avec un bilan de 38 victoires et 44 défaites ce qui est suffisant pour accéder aux playoffs où ils rencontrent les premiers de la conférence, à savoir les Pacers d'Indiana. Antić est dans le cinq majeur au premier match de la série et termine avec huit points et sept rebonds pour son premier match en playoff où il était au marquage du pivot All-Star Roy Hibbert. Les Hawks créent la surprise et remportent ce premier match à Indiana 101 à 93. Durant ce match, Antić s'est accroché avec l'ailier fort des Pacers David West et les deux joueurs ont reçu une faute technique.

### Retour en Europe
En juin 2015, Antić rejoint le Fenerbahçe Ülker, club turc qui vient de participer au Final four de l'Euroligue. Il y signe un contrat de deux ans.
En mai 2017, Antić remporte l'Euroligue avec le Fenerbahçe. En septembre 2017, Antić rejoint l'Étoile rouge de Belgrade.

## Palmarès
- Vainqueur de l'Euroligue : 2012 et 2013
- Champion de Grèce : 2002, 2012
- Champion de Bulgarie : 2008, 2010
- Vainqueur de la coupe de Serbie : 2006
- Vainqueur de la coupe de Bulgarie : 2008
- Vainqueur de la coupe de Russie : 2011[1]
- MVP du championnat de Bulgarie (2008)[réf. nécessaire]
- MVP de la Coupe de Russie (2011)[réf. nécessaire]

## Records sur une rencontre en NBA
Les records personnels de Pero Antić en NBA sont les suivants, :
| Type de statistique        | Saison régulière | Saison régulière          | Saison régulière | Playoffs | Playoffs              | Playoffs      |
| Type de statistique        | Record           | Adversaire                | Date             | Record   | Adversaire            | Date          |
| -------------------------- | ---------------- | ------------------------- | ---------------- | -------- | --------------------- | ------------- |
| Points                     | 22               | @ Thunder d'Oklahoma City | 20 mars 2015     | 8        | 5 fois                | 5 fois        |
| Paniers marqués            | 7                | 2 fois                    | 2 fois           | 3        | 2 fois                | 2 fois        |
| Paniers tentés             | 13               | Pistons de Détroit        | 8 avril 2014     | 9        | @ Pacers de l'Indiana | 22 avril 2014 |
| Paniers à 3 points réussis | 4                | 2 fois                    | 2 fois           | 2        | 4 fois                | 4 fois        |
| Paniers à 3 points tentés  | 8                | Nuggets de Denver         | 15 mars 2014     | 5        | 3 fois                | 3 fois        |
| Lancers francs réussis     | 6                | 2 fois                    | 2 fois           | 4        | Wizards de Washington | 13 mai 2015   |
| Lancers francs tentés      | 8                | @ Clippers de Los Angeles | 5 janvier 2015   | 5        | Nets de Brooklyn      | 22 avril 2015 |
| Rebonds offensifs          | 6                | Pistons de Détroit        | 8 avril 2014     | 3        | 2 fois                | 2 fois        |
| Rebonds défensifs          | 10               | 2 fois                    | 2 fois           | 6        | @ Pacers de l'Indiana | 19 avril 2014 |
| Rebonds totaux             | 12               | 2 fois                    | 2 fois           | 7        | @ Pacers de l'Indiana | 19 avril 2014 |
| Passes décisives           | 7                | Bobcats de Charlotte      | 28 décembre 2013 | 2        | Pacers de l'Indiana   | 26 avril 2014 |
| Interceptions              | 4                | @ Celtics de Boston       | 14 janvier 2015  | 2        | @ Pacers de l'Indiana | 3 mai 2014    |
| Contres                    | 3                | Bobcats de Charlotte      | 28 décembre 2013 | 2        | Pacers de l'Indiana   | 1er mai 2014  |
| Balles perdues             | 4                | @ Raptors de Toronto      | 23 mars 2014     | 3        | Pacers de l'Indiana   | 1er mai 2014  |
| Minutes jouées             | 33               | @ Magic d'Orlando         | 22 janvier 2014  | 28       | @ Pacers de l'Indiana | 19 avril 2014 |

- Double-double : 3
- Triple-double : 0